# اولتیما ۱: نخستین دوران تاریکی (بازی)
«اولتیما ۱: نخستین دوران تاریکی» (انگلیسی: Ultima I: The First Age of Darkness) یک بازی ویدئویی در سبک نقش‌آفرینی جهان باز است که توسط شرکت کالیفورنیا پاسیفیک کامپیوتر در سال ۱۹۸۱ برای پلت‌فرم‌های داس، کمودور ۶۴، ام‌اس‌ایکس و Apple IIGS منتشر شده‌است.